# Znamennyj raspěv

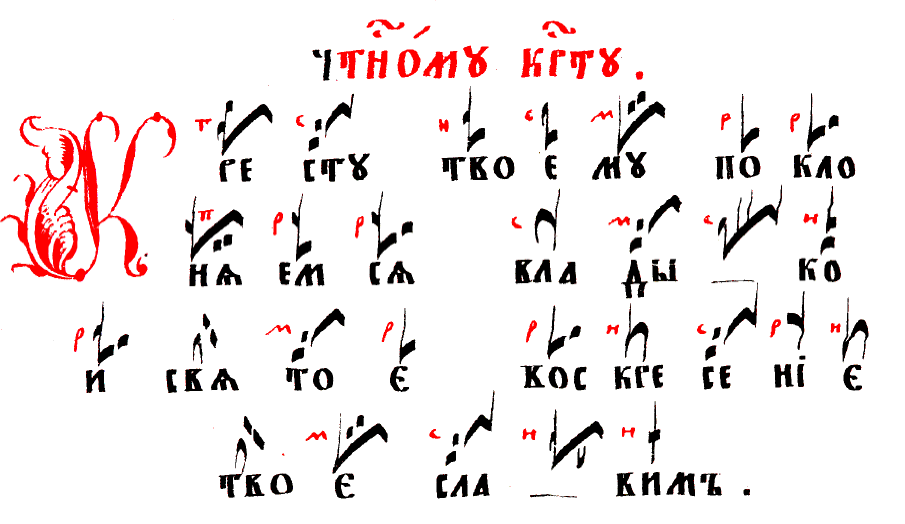
Příklad znamenné notace s tzv. „červenými značkami“ «красные знаки», z knihy «Spolek církevního dřevního znamenného zpěvu v šesti částech» («Круг церковнаго древняго знаменнаго пения в шести частях»), red. А. I. Morozov, 1884.
«Кресту Твоему поклоняемся, Владыко, и Святое Воскресение Твое славим» («Tvému kříži, Pane klaníme se a oslavujeme svaté vzkříšení Tvé» - Tropář, hlas 6. Zpívá se ve svátek Povýšení svatého Kříže a týden Velkého postu).

Znamenný zpěv (rusky знаменное пение nebo знаменный распев) je obecný způsob staroruského bohoslužebného zpěvu. Jeho název pochází od neumových znaků — znamjon (знамён), starorusky «знамя» („znamja“ = prapor(ek), nebo také značka, znak), kterých se užívalo pro jeho zápis.
Jsou známý různé typy znamenného zpěvu a jim odpovídající tvar značek — kondakarný (кондакарный), sloupkový (столповой), děměnstvěnný (демественный), cestovní (путевой).